# 연병환
연병환(延秉煥, 1878년 10월 21일 ~ 1926년 8월 19일)은 일제강점기의 독립운동가이다.
연병환의 생애는 거의 알려지지 않았으나, 연채익의 네 아들 중 맏아들로 태어나 외국어 부문에서 활동했던 것으로 보인다. 1908년 통감부에서 제안한 청주 군수의 자리에 취임하지 않고 만주로 건너갔으며 한국이 완전히 일본에 병합되자 형제들을 만주로 불러 모아 독립운동을 시작했다.
독립운동의 공로로 2008년 건국훈장을 수여받았고 2014년에는 유해가 대한민국으로 반환되기도 하였다.

## 생애
1878년 10월 21일 조선 충청북도 증평에서 태어난 그는 형제로는 독립운동가 연병호가 있다. 유년기에 대해서는 거의 알려진 것이 없으나, 관립외국어학교 영어학교를 졸업했고 1897년 궁내부 주사로 발탁되었다는 기록이 존재한다. 인천 해관과 부산 해관에서 근무했으며 1901년에는 양지아문의 양무위원으로 발령받기도 했다. 1906년 이후 통감부 체제 하에서 청주 군수로 발령받았으나 거부했다. 만주로 건너간 연병환은 1907년 중국인으로 귀화한 뒤, 영어 능력과 세무직 경험에 대한 영국인 친구의 추천을 통해 1908년 7월부터 중국의 용정 해관에서 일하게 되었다.
그가 만주로 건너 간 이후에도 원래의 부인이 고향에서 경작을 해 독립운동 자금을 지속적으로 지원했고 이 무렵에 김정숙과 중혼해 딸이자 독립운동가인 연미당과 아들 연충렬을 낳았다. 1910년 8월 조선이 일본에 완전히 병합되자 충북 증평에 있던 자신의 형제들을 망명시키면서 모든 가족이 만주로 정착하게 된다. 1911년 신해혁명으로 중화민국이 성립된 이후로도 계속 용정 해관에서 근무했다. 1912년 연길현에서 여자중학교를 운영하며 교육에도 종사하였고 용정 세관에서 일하면서 얻은 정보와 자금으로 독립운동을 지원했다.
1918년 제 1차 세계대전이 끝나고 일어난 1919년의 3.1 운동의 영향으로 용정에서는 3월 13일의 만세운동이 일어났으며 이를 지원했던 연병환을 일본 간도총영사관 경찰이 검거하고자 했다. 그러자 연병환에게 우호적이었던 중국 세관이 그를 용정 세관에서 톈진 세관으로 전근시키면서 보호하려고 했다. 그러던 중 송별회를 위해 그가 집을 비운 사이 영사관 경찰이 그의 자택에 들이닥쳐 아편이 발견되었다고 조작했다. 1919년 6월 19일 그를 상습아편 음용범으로 몰아 체포한 일본 경찰은 결국 그를 2개월 간의 취조 끝에 풀어줄 수밖에 없었다. 그는 귀화 중국인 신분이었다. 이후 1919년 10월 상하이 세관으로 발령된 그는 가족과 함께 1920년 초에 상하이로 이사했다. 이에 제국주의 일본은 그를 현직에서 퇴직시킬 것을 요구하며 배일(排日)운동에 영향을 미치지 않는 곳으로 전출시킬 것을 강력히 요구했던 만큼 연병환은 일제가 가장 경계하는 독립운동가 중 하나였다. 결국 중화민국 당국은 연병환을 복건성 산도오 해관으로 전근시키게 된다.
곡산 연씨에 관한 기록인 《곡산연씨족보》의 기록에 따르면 연병환은 중국 해관에서 근무하면서 만주 독립군인 중광단의 군사공작에 가담하고 무기와 군자금을 제공하기도 했다. 이후 중광단은 청산리대첩에서 승리하게 된다. 정확히 어떤 직책을 맡았는지 기록이 남아있지는 않지만 연병환은 1925년 7월 중화민국 하남군무독판공서 고문에 임명되어 1926년 5월 14일 진강 임소에서 별세할 때까지 근무했다.

## 사후
연병환의 가족들은 임소의 그의 유해를 상해의 외국인 공동묘지에 안장하였고, 경제적으로 지원한 그의 경력 덕에 장례식에는 많은 사람들이 참석했다.
독립운동을 한 공로를 인정받아 2008년 건국훈장 대통령 표창이 수여되었다.
2014년 11월 14일 연병환의 유해가 중화인민공화국 상하이 쑹칭링에서 대한민국으로 반환되어 현충원에 안장되었고 이로써 연병환은 88년 만에 한국으로 돌아오게 되었다. 2016년 5월 9일에는 연병환이 태어났던 대한민국 충청북도 증평군에서 연병환, 연병호, 연미당 독립운동의 화보집을 제작하기도 했다.